# Antianginós
Un antianginós és un fàrmac utilitzat per a alleujar el dolor i disminuir la freqüència i la severitat dels atacs d'angina de pit. El trinitrat de gliceril, (nitroglicerina), els blocadors d'adrenoreceptors beta i la nifedipina (un blocador dels canals de calci) són exemples d'aquest tipus de fàrmacs.
Entre els aliments que ajuden a prevenir l'angina de pit i altres malalties cardiovasculars, cal destacar les nous pel seu alt contingut d'àcids poliinsaturats (alfa-linolèic i linoleic).